# QU Vulpeculae
QU Vulpeculae war eine Nova, die 1984 im Sternbild Fuchs aufleuchtete und die eine Helligkeit von 5,2 mag erreichte.
Der Namensteil „QU“ folgt den Regeln zur Benennung veränderlicher Sterne und besagt, dass QU Vulpeculae der 329. veränderliche Stern ist, der im Sternbild Fuchs entdeckt wurde.

## Koordinaten
- Rektaszension: 20h 26m 46s.42
- Deklination: +27° 50' 43".1